# Natalie Diaz
Pour les articles homonymes, voir Diaz.
Natalie Diaz, née le 4 septembre 1978 à Needles  est une poète mojave, militante linguistique, ancienne basketteuse professionnelle et éducatrice, lauréate du prix Pulitzer. Elle est inscrite dans la communauté aborigène de Gila River (en) et s'identifie comme Pima. Elle est actuellement professeure agrégée à l'université d'État de l'Arizona.

## Biographie

### Enfance et éducation
Natalie Diaz naît à Needles, en Californie, le 4 septembre 1978. Elle grandit à Fort Mohave, un quartier indigène à Needles, à la frontière de la Californie, de l'Arizona et du Nevada. Elle fréquente l'université Old Dominion, où elle mène l'équipe féminine de basket-ball, atteignant le Final Four de la NCAA sa première année et le top 16 ses trois autres années. Elle obtient ensuite sa licence. Après avoir joué au basketball à niveau professionnel en Europe et en Asie, elle retourne à l'Université Old Dominion où elle obtient une maîtrise en poésie et fiction en 2006.

### Carrière
Le premier recueil de poésie de Diaz s'intitule When My Brother Was an Aztec. Il fait partie de la sélection littéraire Lannan 2012, est présélectionné pour le prix PEN/Open Book (en) 2013, et remporte l'American Book Award 2013. Il traite notamment de la dépendance d'un de ses frères à la méthamphétamine en cristaux.
En 2012, elle est interviewée sur son travail de poésie et de réhabilitation du langage sur PBS News Hour. Diaz vit alors à Mohave Valley, où elle travaille sur la revitalisation de la langue de Fort Mojave, sa réserve d'origine. Elle travaille avec les derniers locuteurs de la langue mojave et intègre la communauté indigène Gila.
En 2018, elle est nommée directrice de l'institut de poésie moderne et contemporaine Maxine et Jonathan Marshall à l'université d'État de l'Arizona.
En 2019, elle est professeure à CantoMundo (en).
En 2021, son recueil Postcolonial Love Poem remporte le prix Pulitzer de poésie. Le livre est également finaliste du National Book Award 2020, finaliste du Los Angeles Times Book Prize 2020, finaliste du Forward Prize 2020 de la meilleure collection et présélectionné pour le prix TS Eliot 2020.

### Poésie
- When My Brother Was an Aztec, Copper Canyon Press, 10 octobre 2013 (ISBN 978-1-61932-033-8, lire en ligne)
- Postcolonial Love Poem, Graywolf Press, 3 mars 2020 (ISBN 978-1-64445-014-7, lire en ligne)

### Anthologies
- Kurt Schweigman et Lucille Lang Day (en), dir. (2016). Red Indian Road West: Native American Poetry from California. Scarlet Tanager Books. (ISBN 978-0976867654)
- Ghost Fishing: An Eco-Justice Poetry Anthology, University of Georgia Press, 2018 (ISBN 978-0820353159)

## Prix et récompenses
- 2021 - Prix Pulitzer de poésie [15]
- 2018 - Bourse MacArthur [16],[17]
- 2015 - Bourse de recherche PEN / Fondation Civitella Ranieri [18]
- 2012 - Bourse littéraire Lannan [19]
- 2012 – Prix narratif [20]
- 2007 - Prix Pablo Neruda de poésie [21]
- 2007 - Prix de la fiction Tobias Wolff [21]
- Bourse Louis Untermeyer en poésie [22]